# O Pirulito das Abelhas
O Pirulito das Abelhas é um livro infantil da escritora brasileira Isa Colli, publicado originalmente em 2016.

## Sinopse
O Pirulito das Abelhas é uma fábula que narra a vida de Vivene e Florine, duas abelhas que habitam Moinho , uma linda aldeia, onde tudo é incrível.  A autora estimula a imaginação para que, através de uma viagem ao mundo da fantasia, a criança  entre em sintonia com os elementos naturais da vida. 

## Repercussão
O livro foi traduzido para 3 línguas, disponível em Portugal, Brasil, Angola, Cabo Verde, Espanha, Irlanda, Inglaterra , Estados Unidos, França, Bélgica, Luxemburgo, Itália e Alemanha. 

## Inspiração para o livro
Foi inspirado no amor da autora pelas abelhas e na sua preocupação com a extinção das espécies.